# Лыраки
Лыраки — река в Советском районе Ханты-Мансийского автономного округа. Устье реки находится в 120 км от устья реки Тапсуй по правому берегу. Длина реки составляет 91 км, площадь водосборного бассейна — 896 км². В 35 км от устья, по левому берегу впадает река Мань-Лыраки. В 49 км от устья, по левому берегу впадает река Асьлюнсимсос. В 70 км от устья, по правому берегу впадает река Таиттемсос.

## Данные водного реестра
По данным государственного водного реестра России относится к Нижнеобскому бассейновому округу, водохозяйственный участок реки — Северная Сосьва, речной подбассейн реки — Северная Сосьва. Речной бассейн реки — (Нижняя) Обь от впадения Иртыша.
Код объекта в государственном водном реестре — 15020200112115300024352.